# Dinocarsiella
Dinocarsiella is een geslacht van vliesvleugeligen uit de familie Encyrtidae. De wetenschappelijke naam van dit geslacht is voor het eerst geldig gepubliceerd in 1921 door Mercet.

## Soorten
Het geslacht Dinocarsiella omvat de volgende soorten:
- Dinocarsiella alpina (Girault, 1917)
- Dinocarsiella pulcherrima Erdös, 1957
- Dinocarsiella quinqueguttata Xu, 2000